# Isuzu Elf UT

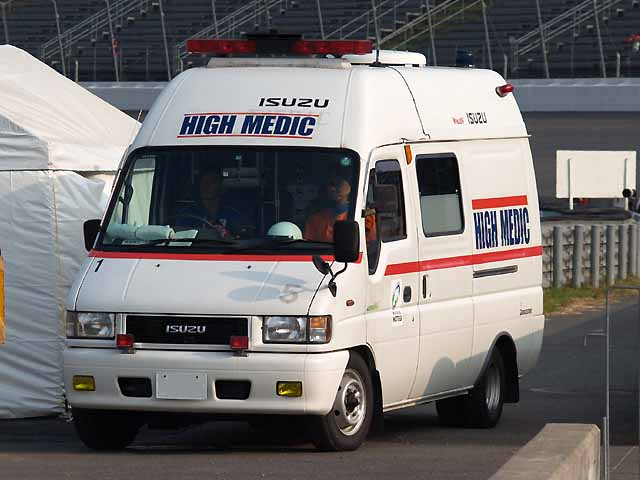
Isuzu Elf UT

Der Isuzu Elf UT ist ein kastenförmiger Kleintransporter, der von 1996 bis 2001 von Isuzu als Nachfolger des Isuzu Elf Route Van produziert wurde. Speziell für die Auslieferung schwerer Waren innerhalb großer Städte konzipiert, wird in Japan dieses Segment vor allem durch den Toyota Quick Delivery dominiert und englisch übersetzt walk through van genannt. Mittels Badge-Engineering wurde das Modell auch von Nissan als Nissan Atlas MAX angeboten. 2001 übernahm die Nachfolge der Isuzu Begin.

## Historie
Der Elf UT debütierte im November 1996 auf dem Heimatmarkt. Wie bereits der Name andeutet ist die technische Basis der Isuzu Elf, jedoch erhielt der Elf UT eine Motorhaube im Stil europäischer Kastenwagen. Der UT hatte jedoch grundsätzlich die Fahrerkabine der 4. Generation des Isuzu Elf, obwohl die 5. Generation wenig später startete. Im Gegensatz zu anderen Mitbewerbern war der UT nicht mit Allradantrieb lieferbar. Als Motor kam der 4JG2 3,1 L-Dieselmotor bei 1,5 Tonnen Nutzlast und der 4HF1 4,3L-Dieselmotor für die 2 und 3 Tonnen Nutzlast Varianten zum Einsatz. Die Übertragung erfolgte mittels 5-Gang-Schaltgetriebe oder 4-Stufen-Automatikgetriebe.
Im August 1999 erfolgte eine technische Überarbeitung mit verbessertem Bremssystem und reduzierten Emissionen. Zudem lieferte Isuzu nun auch eine Wohnmobil-Basis und einen Minibus auf Basis des UT aus.
Im Oktober 2001 erfolgte die Ablösung durch den Isuzu Begin.

## Nissan Atlas MAX 1996–2001

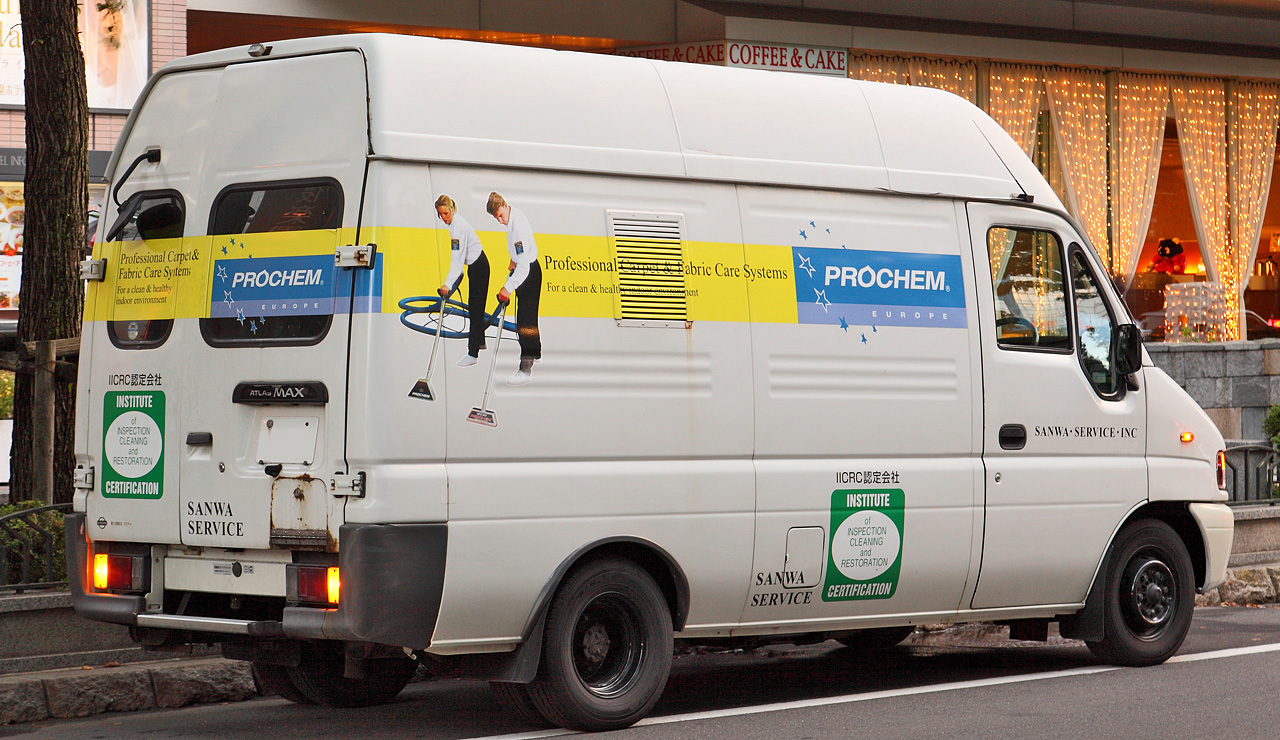
Nissan Atlas MAX

Den Nissan Atlas MAX gab es im Gegensatz zum Elf UT nur mit 1,5 Tonnen und 2,0 Tonnen Nutzlast.
Ansonsten unterschieden sich lediglich die Embleme vom Isuzu-Modell.